# Ovation

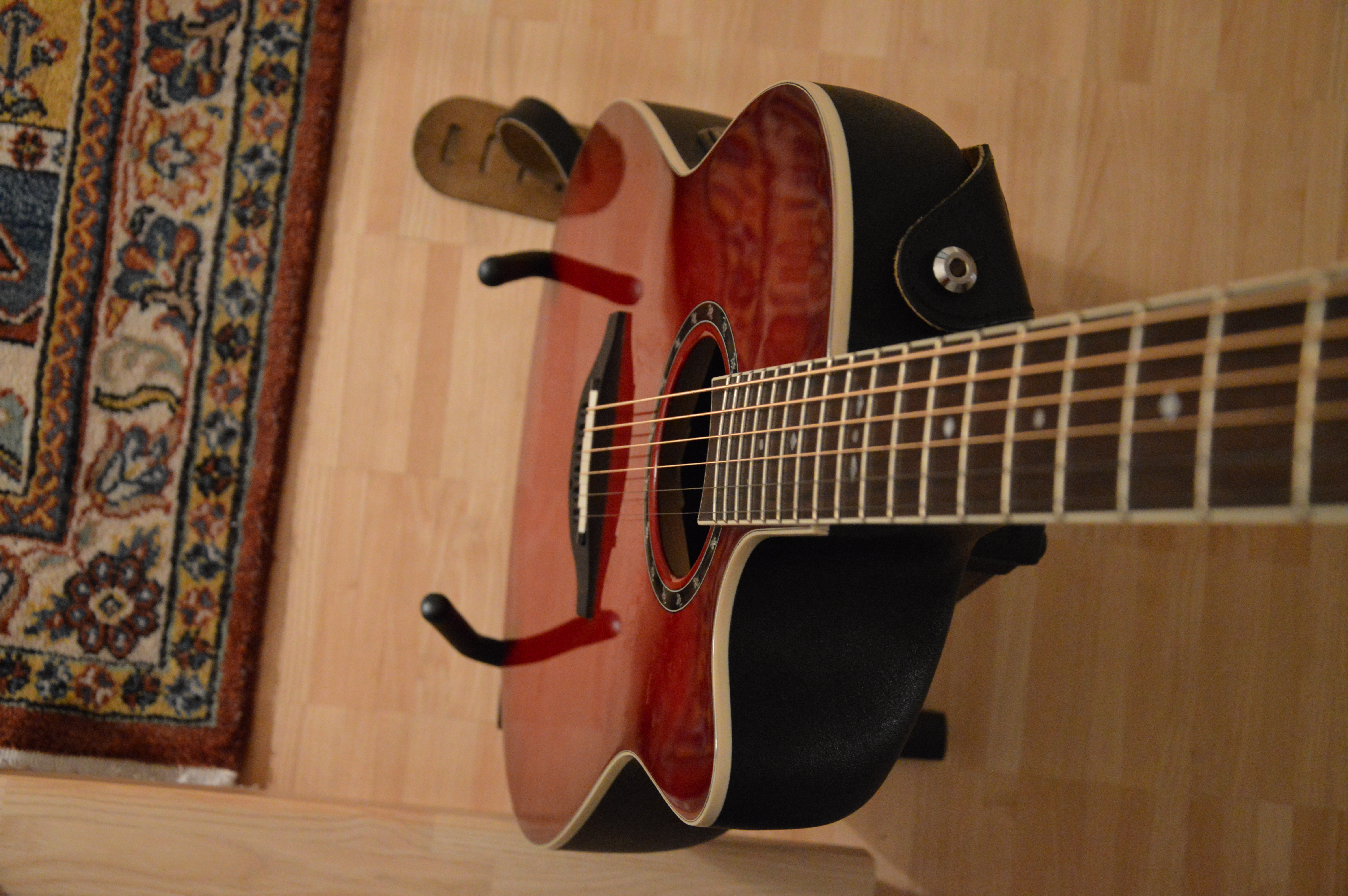
Een bovenaanzicht van Ovation gitaar waarbij de bolle kunststof achterzijde en het houten voorblad zichtbaar zijn.

Ovation is een gitaarmerk. Ovation-gitaren kenmerken zich door hun bolle achterkant, de aparte klankgaten in de klankkast en een piëzo-element in de brug.
De gitaarbouwer Charlie Kaman begon in 1966 met het bouwen van een gitaar met een betere akoestiek. Hij was van mening dat een bolle achterkant van koolstofvezel het geluid ten goede komt en bracht een aantal in productie.
De Ovation gitaar is uitgegroeid tot een bekend fenomeen in de akoestische gitaarwereld. Doordat Ovation gebruik makend van een piëzo element als een van de eerste merken een overtuigend versterk akoestisch gitaargeluid voortbracht was de naam Ovation gedurende de jaren 1970 en 1980 een synoniem voor alle electro-akoestische gitaren. Die kwamen in die tijd en nog steeds vaak voor bij liveoptredens van bekende bands. Bekende muzikanten die deze gitaren bespelen zijn Melissa Etheridge en Al Di Meola.
Ovation heeft ook elektrische sodibody gitaren geproduceerd. De gitaren uit de Viper-serie zijn zeer herkenbaar doordat ze ongeveer hetzelfde silhouet hebben als de electro-akoestische gitaren van Ovation. Andere series weken daar meer van af.
In 2008 werd de Kaman Music Company (KMC) overgenomen door Fender (FMIC).